# Championnats d'Afrique de planche à voile Raceboard
 (août 2025).
Les Championnats d'Afrique de planches à voile  sont une compétition de sport nautique opposant des skippers africains dans la classe Raceboard.

## Éditions
| Année | Lieu     | Dates                           |
| ----- | -------- | ------------------------------- |
| 2013  | Hammamet | 2 au 7 September                |
| 2014  | Bejaia   | 28 décembre 2014–4 janvier 2015 |

## Palmarès

### Hommes
| Édition | Or                   | Argent              | Bronze                 |
| ------- | -------------------- | ------------------- | ---------------------- |
| 2013    | Hamza Bouras         | Karim Mahjoub       | Zakaria Ism Belaidouni |
| 2014    | Kheireddine Boussaha | Youcef Andjechairiy | Faycal Benserai        |